# Toirdhealbhach Ruadh mac Aodha meic Feidhlimidh
Toirdhealbhach Ruadh mac Aodha meic Feidhlimidh (mort en 1425/1426) 1er chef des Ua Conchobhair Ruadh et Co-roi de Connacht de 1384 à 1425/1426.

## Origine
Toirdhealbhach Ruadh est le fils aîné de Aodh mac Feidhlimidh

## Règne
En 1384 après la mort de Ruaidhrí mac Toirdhealbhaigh il est désigné comme roi de Connacht par Marc Diarmata (Mac Dermott) roi de Moylurg, le Clan Muircheartaigh Uí Conchobhair et les autres chefs du Connacht dont le Síl Muiredaig  pendant que Ó Ceallaigh roi  d'Uí Maine, les Mac William de Clanricard, Domnall mac Muichertaich Ua Conchobar et le Clan Donnchada lui opposent son cousin et homonyme  Toirdhealbhach Óg Donn mac Aodha meic Toirdhealbhaigh
Selon les annales de Connacht :  Toirrdelbach Ruad O Conchobair, roi de Connacht, « le Cuchulainn de  son époque  », meurt et est inhumé à  Roscommon; les annales soulignent que l'on ne s'attendait pas à ce qu'il meurt ainsi dans son lit.
Cathal mac Ruaidhrí co-roi depuis 1406 lui succède jusqu'en 1439 précédant son fils Tadg mac Toirdhealbhaigh Ruaidh,

## Postérité
- Cathal Dubh mort en 1433
- Tadg mac Toirdhealbhaigh Ruaidh 2e chef des Ua Conchobhair Ruadh
- Donnchad Dubhsuileach 5e  chef des Ua Conchobhair Ruadh 1474-1488
- Cairbre tánaiste mort en 1482

## Sources
- (en) T.W Moody, F.X. Martin, F.J. Byrne A New History of Ireland IX Maps, Genealogies, Lists. A companion to Irish History part II . Oxford University Press réédition 2011  (ISBN 9780199593064). « O'Connors Ó Conchobhair Kings of Connacht 1183-1474 » p. 223-225 et généalogie n°28 et 29 (a)  p. 158-159.
- (en) Art Cosgrove, A New History of Irland, Volume II  Medieval Ireland 1169-1534, Oxford, Oxford University Press, 2008, 1066 p. (ISBN 978-0-19-953970-3), p. 576-579 chapitre XX Ireland beyond Pale 1399-1460 :   Connacht: O’ Conchobhair Donn versus O’ Conchobhair Ruadh